# Superpuchar Ukrainy w piłce nożnej plażowej
Superpuchar Ukrainy w piłce nożnej plażowej (ukr. Суперкубок України з пляжного футболу) – rozgrywki piłkarskie o charakterze superpucharu krajowego na Ukrainie organizowane przez Asocjację Piłki Nożnej Plażowej Ukrainy. Rozgrywane są od roku 2010.

## Początki
W 2010 roku w Illicziwśku rozegrano pierwszy i jak dotychczas jedyny finał Superpucharu Ukrainy. W meczu finałowym Hłorija Odessa pokonała Start Illicziwśk z wynikiem 4:3.

## Finały Superpucharu Ukrainy
| Sezon | Zdobywca       | Wynik | Finalista        |
| ----- | -------------- | ----- | ---------------- |
|       |                |       |                  |
| 2010  | Hłorija Odessa | 4 - 3 | Start Illicziwśk |

## Statystyki
| Lp. | Klub             | Zdobywca | Finalista | Lata triumfów |
| --- | ---------------- | -------- | --------- | ------------- |
| 1.  | Hłorija Odessa   | 1        | 0         | 2010          |
| 2.  | Start Illicziwśk | 0        | 1         |               |